# ألان جيربر
ألان جيربر (بالإنجليزية: Alan Gerber)‏ هو مغن مؤلف أمريكي، ولد في 27 مايو 1947.

## وصلات خارجية
- ألان جيربر على موقع IMDb (الإنجليزية)
- ألان جيربر على موقع ميوزك برينز (الإنجليزية)
- ألان جيربر على موقع أول ميوزيك (الإنجليزية)
- ألان جيربر على موقع ديسكوغز (الإنجليزية)